# Eki Nurhakim
Eki Nurhakim (sinh ngày 3 tháng 9 năm 1983 ở Bandung) là một cầu thủ bóng đá người Indonesia hiện tại thi đấu cho Persiba Balikpapan ở Indonesia Super League.

## Thống kê sự nghiệp câu lạc bộ
Tính đến 5 tháng 1 năm 2013.
| Thành tích câu lạc bộ | Thành tích câu lạc bộ | Thành tích câu lạc bộ | Giải vô địch | Giải vô địch | Cúp             | Cúp             | Cúp Liên đoàn | Cúp Liên đoàn | Tổng cộng | Tổng cộng |
| Mùa giải              | Câu lạc bộ            | Giải vô địch          | Số trận      | Bàn thắng    | Số trận         | Bàn thắng       | Số trận       | Bàn thắng     | Số trận   | Bàn thắng |
| Indonesia             | Indonesia             | Indonesia             | Giải vô địch | Giải vô địch | Piala Indonesia | Piala Indonesia | Cúp Liên đoàn | Cúp Liên đoàn | Tổng cộng | Tổng cộng |
| --------------------- | --------------------- | --------------------- | ------------ | ------------ | --------------- | --------------- | ------------- | ------------- | --------- | --------- |
| 2002                  | Persikabo Bogor       | Hạng nhất             | ?            | ?            | -               | -               | -             | -             | ?         | ?         |
| 2003                  | Persikabo Bogor       | Second Division       | ?            | ?            | -               | -               | -             | -             | ?         | ?         |
| 2004                  | Persikabo Bogor       | Second Division       | ?            | 4            | -               | -               | -             | -             | ?         | 4         |
| 2005                  | Persikabo Bogor       | Hạng nhất             | ?            | 1            | ?               | 3               | -             | -             | ?         | 4         |
| 2006                  | Pelita Jaya           | Hạng nhất             | ?            | 3            | ?               | 2               | -             | -             | ?         | 5         |
| 2007–08               | Sriwijaya             | Premier Division      | 11           | 1            | 2               | 1               | -             | -             | 13        | 2         |
| 2008–09               | Sriwijaya             | Super League          | 3            | 0            | 0               | 0               | -             | -             | 3         | 0         |
| 2009–10               | Persijap Jepara       | Super League          | 18           | 9            | 0               | 0               | -             | -             | 18        | 9         |
| 2010–11               | Persiba Balikpapan    | Super League          | 22           | 4            | -               | -               | -             | -             | 22        | 4         |
| 2011–12               | Persiba Balikpapan    | Super League          | 20           | 1            | -               | -               | -             | -             | 20        | 1         |
| 2013                  | Persiba Balikpapan    | Super League          | 1            | 0            | 0               | 0               | -             | -             | 1         | 0         |
| Tổng cộng             | Indonesia             | Indonesia             | 75           | 23           | 2               | 6               | -             | -             | 77        | 29        |
| Tổng cộng sự nghiệp   | Tổng cộng sự nghiệp   | Tổng cộng sự nghiệp   | 75           | 23           | 2               | 6               | -             | -             | 77        | 29        |

## Danh hiệu

### Danh hiệu câu lạc bộ
Sriwijaya
- Liga Indonesia (1): 2007–08
- Copa Indonesia (2): 2007–08, 2008–09